# Alexandru Moldovan
Alexandru Moldovan (Ocna Mureș, 23 agosto 1950) è un allenatore di calcio, ex calciatore e avvocato rumeno, di ruolo centrocampista.

## Carriera

### Giocatore
Vanta 5 presenze in Coppa Campioni e 2 in Coppa UEFA da giocatore. Intelligente a livello tattico, era un giocatore dotato tecnicamente e ottimo finalizzatore, arrivando a totalizzare 168 gol in prima divisione rumena.
Debutta nella massima divisione rumena l'8 luglio 1970, contro l'Argeș Pitești.

## Palmarès

### Giocatore

#### Club

##### Competizioni nazionali
- Campionato rumeno: 4

Dinamo Bucarest: 1970-1971, 1972-1973, 1974-1975, 1976-1977

### Allenatore

#### Club
- Supercoppa di Tunisia: 1

Olympique Béja: 1995
- Campionato marocchino: 1

Raja Casablanca: 1996-1997
- Coppa del Marocco: 1

Raja Casablanca: 2005